# 東大阪市市歌
「東大阪市市歌」（ひがしおおさかししか）は、日本の大阪府東大阪市が制定した市歌である。作詞・上出満、作曲・外山雄三。

## 解説
1967年（昭和42年）2月1日に布施市、河内市、枚岡市の3市が合併し、東大阪市が成立した際に制定された。前身となった3市のうち市歌を制定していたのは布施市のみであったが、合併記念事業としてNHK大阪放送局に懸賞募集と審査を委託し、応募総数174篇から採用されたものである。入選作の採用理由は「東大阪市の特色が生かされ、郷土のにおいがにじみ出たもので、全体的によくまとまり、覚えやすく、作曲しやすく、万人むきであると同時に公式の席上でも口ずさめる幅の広い歌詞である」こととされている。
東大阪市に関係する市歌以外の楽曲としては1971年（昭和46年）10月に選定された市民音頭「東大阪市音頭」（作詞：足立万里、作曲：鈴木量視）、2005年（平成17年）の中核市移行記念「がんばろう! 東大阪」イメージソング『東大阪めっちゃ元気な「まち」やねん』（作詞：南英市、作曲：つんく♂）がある。